# Marco Calpúrnio Bíbulo
Marco Calpúrnio Bíbulo (em latim: Marcus Calpurnius Bibulus; 102 a.C. - 48 a.C., Córcira) foi um político da gente plebeia Calpúrnia do fim da República Romana que esteve ativo nos conflitos envolvendo Júlio César e o Primeiro Triunvirato. Ele aparece pela primeira vez em 65 a.C., quando assumiu ao lado de César a posição de edil curul, e novamente em 62 a.C., quando suprimiu os partidários da Conspiração de Catilina entre os pelignos. Em 59 a.C., Bíbulo tornar-se-ia cônsul ao lado de César devido aos subornos realizados pelos Optimates, os aristocratas da república, em especial seu sogro Catão, o Jovem, e neste função tentaria de todas as formas impedir a aprovação da legislação agrária cesarina na qual propunha-se assentar os soldados veteranos de Pompeu.
Durante seu mandato como cônsul, Bíbulo confrontou-se inúmeras vezes com César e seus companheiros triúnviros Pompeu e Crasso, o que lhe renderia um atentado diante do Templo de Castor e Pólux e depredação de sua residência pelos partidários deles, os populares. Pelos anos seguintes, Bíbulo constantemente atacou Pompeu no senado, mas acabou por aliar-se a ele quando, pelo fim dos anos 50 a.C., os optimates cooptaram-o como campeão para derrotar César. Em 52 a.C., Bíbulo ajudou a aprovar uma lei no senado que permitiu a ele tornar-se cônsul único daquele ano, e em decorrência disso, foi nomeado procônsul da Síria em 51 a.C.. Permaneceu em ofício até 49 a.C., quando retornaria para o Ocidente e participaria na guerra civil cesarina. Ele comandou a frota pompeiana estacionada no mar Adriático e faleceu em decorrência duma doença no inverno de 48 a.C..

## Biografia

### Primeiros anos e consulado

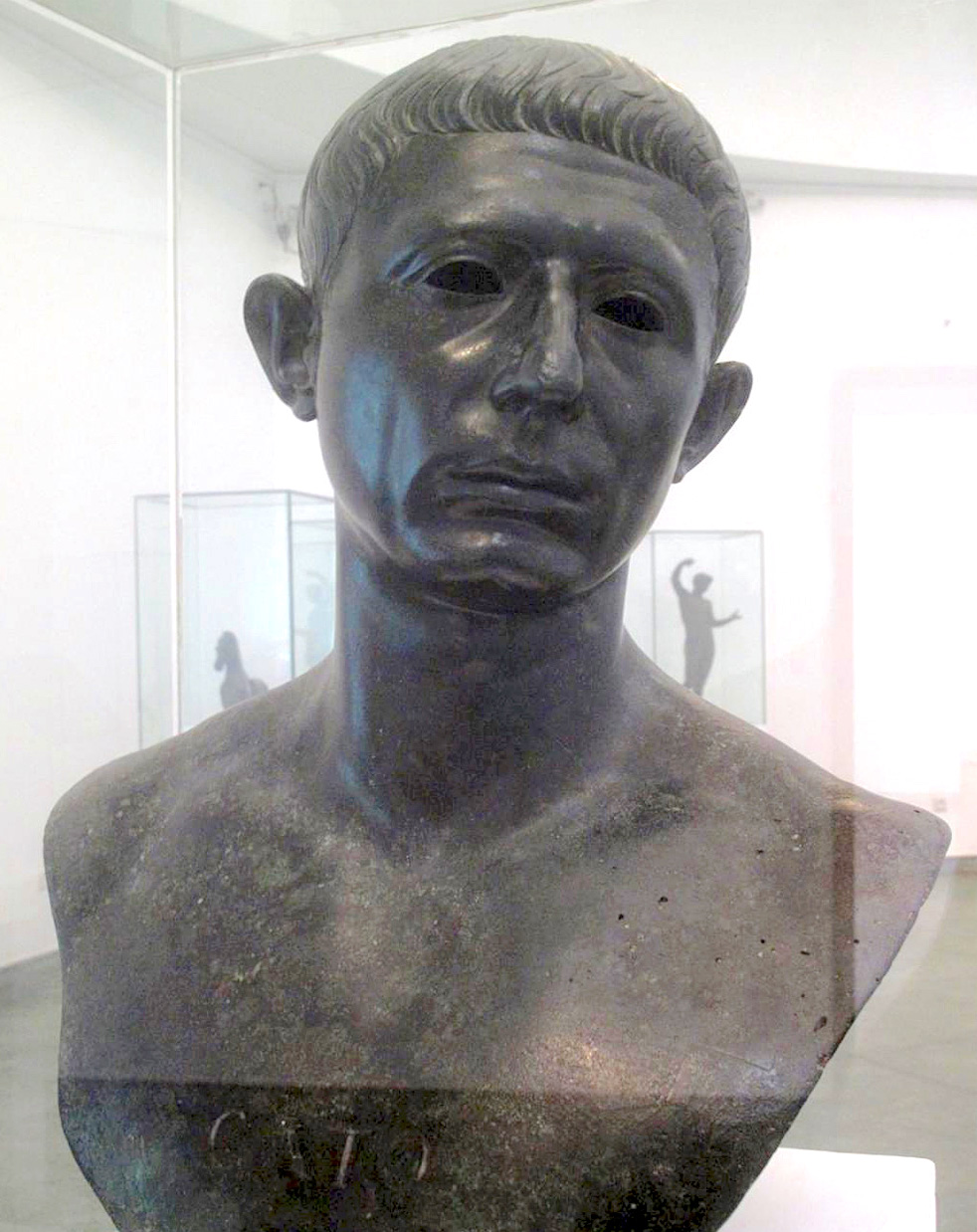
Busto em bronze de encontrado em Volubilis.
Museu Arqueológico de Rabat, Marrocos

Bíbulo nasceu em 102 a.C.. Aparece pela primeira vez em 65 a.C., quando serviu como edil curul ao lado de Júlio César, que conseguiu ofuscá-lo ao longo de seu mandato, em especial na realização dos Jogos Romanos. Em 62 a.C., Bíbulo foi eleito de pretor, novamente ao lado de César, e teve como principal missão suprimir os partidários da Conspiração de Catilina entre os pelignos. Além disso, em decorrência de sua rivalidade com seu parceiro, sempre que possível opôs-se a ele. Por esta época, Bíbulo casaria com Pórcia, a filha de Catão, o Jovem. Em decorrência deste matrimônio, passaria a apoiar os optimates, políticos que acreditavam que o papel tradicional do senado estava sendo usurpado pelas assembleias em benefício de interesses políticos individuais, e assim estavam contra qualquer um que estivesse determinado a utilizá-las para reformar o Estado. Consequentemente, quando César nomeou-se, com apoio de Pompeu e Crasso, para concorrer as eleições consulares de 59 a.C., os optimates, temendo que destruiria os costumes, praticaram suborno a fim de garantir que Bíbulo seria seu colega consular, o que se mostraria bem-sucedido, com o candidato consular preferido de César, Lúcio Luceio, sendo derrotado.
Bíbulo começou seu mandato como cônsul vetando a proposta de César para comprar terras para assentar os soldados de Pompeu que haviam retornado do Oriente alguns anos antes. Após atrasar com sucesso a aprovação do projeto no senado, César foi forçado a levá-lo para a Assembleia das centúrias, onde Bíbulo foi capaz de assegurar apoio dos tribunos da plebe para bloquear a aprovação. Contudo, Pompeu e Crasso publicamente apoiaram César, e a oposição de Bíbulo enfraquece, com os tribunos relutando em vetar a proposta. Bíbulo então declarou que os demais dias que a assembleia das centúrias poderia encontrar-se seriam dias religiosos. César ignorou isso, e definiu a data que a votação ocorreria; no dia da votação, Bíbulo e dois de seus tribunos subiram os degraus do Templo de Castor e Pólux e tentaram denunciar o projeto, mas a multidão presente quebrou os fasces, empurrou-o para o chão e jogou fezes em cima dele. Levantando, Bíbulo descobriu seu pescoço e gritou para a multidão para matá-lo, mas foi persuadido por seus seguidores senadores a partir e reagrupar num templo próximo, com a assembleia aprovando a proposta. No dia seguinte, Bíbulo entrou no senado onde fez uma queixa formal sobre o tratamento que sofreu, e apelou para o senado anular a lei, mas isso não surtiu efeito.

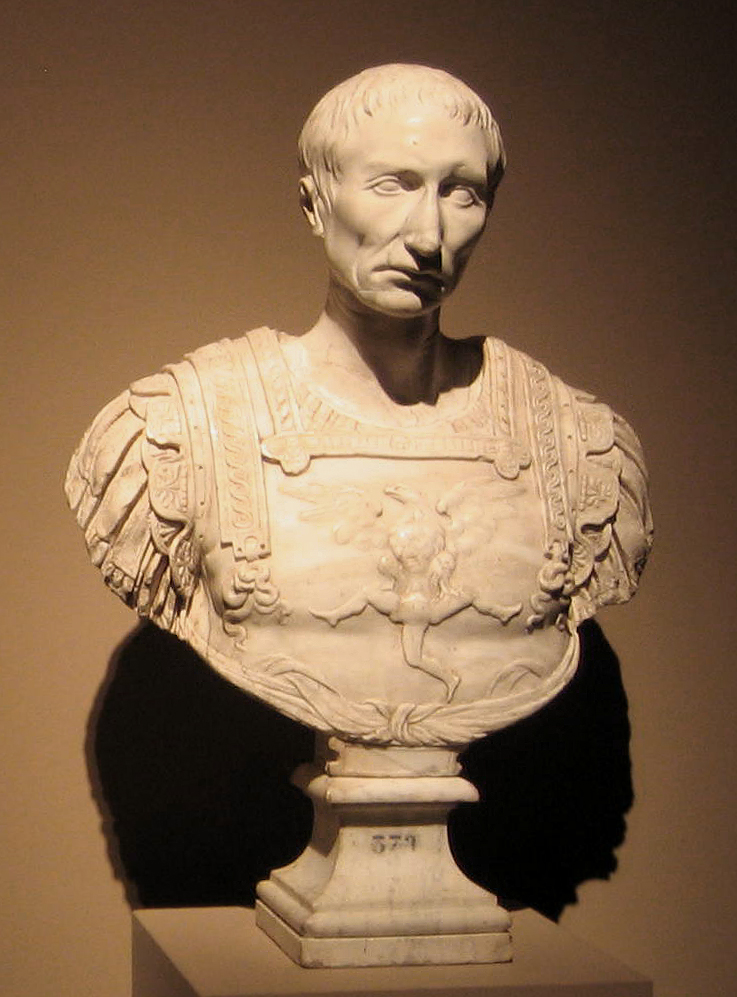
Júlio César
Busto no Museu do Prado

Ele então resistiu ao juramento de defender a nova lei, mas foi posteriormente convencido a fazê-lo. Após isso, em março de 59 a.C., Bíbulo parou de participar das reuniões do senado, deixando César com controle total do consulado, embora ocasionamento emitiu queixas contra César e Pompeu, o que provocou ataques a sua casa dos partidários de ambos. Pelo resto do ano, partidários do Primeiro Triunvirato zombaram de Bíbulo ao declararem que os dois cônsules eram realmente "Júlio e César"; ele devolveu os insultos ao referir-se a seu co-cônsul como "Rainha da Bitínia", uma alusão ao alegado caso amoroso de César com Nicomedes IV (r. 94–74 a.C.). Também alegou que César estava envolvido na Primeira Conspiração Catilina. Bíbulo então gastou o resto de seu mandato isolado em sua residência, onde alegou que estava procurando por presságios, um ato que pretendia invalidar tecnicamente toda a legislação aprovada naquele ano.
Por meados de seu consulado, a reputação de César aparentemente começou a declinar, ao passo que sua popularidade, segundo Cícero, estava acendendo, principalmente devido seus ataques atrozes contra César. Procurando causar mais problema para César e Pompeu, em julho Bíbulo indicou que as eleições consulares de 58 a.C. seriam postergadas até 18 de outubro. Contudo, em agosto, Bíbulo, ao lado de um dos candidatos consulares daquele ano, Lúcio Cornélio Lêntulo Crus, foram acusados por Lúcio Vécio de estarem envolvidos numa conspiração para assassinar Pompeu. Bíbulo respondeu declarando que havia avisado Pompeu da possibilidade de uma tentativa de assassinado em 13 de maio. Vécio foi então assassinado um dia antes de Bíbulo questioná-lo sobre seu alegado envolvimento na conspiração, e Lêntulo foi mal-sucedido quando as eleições adiadas finalmente ocorreram.
Bíbulo tentou novamente bloquear a nomeação por cinco anos de César como governador das províncias da Gália Cisalpina e Gália Transalpina ao declarar que nenhum assunto público poderia ser conduzido enquanto se observavam presságios no céu, mas foi novamente repelido por Pompeu e um dos cônsules designados que apoiava a nomeação de César. Finalmente, no fim do ano, Bíbulo emergiu de sua aposentadoria auto-imposta. Quando apresentou-se diante da assembleia, tomou o juramento tradicional declarando que havia feito o seu dever em seu consulado. Estava, então, a ponto de justificar suas ações como cônsul quando o novo tribuno da plebe, Públio Clódio Pulcro, usou seu veto para proibir Bíbulo de falar mais.

### Guerra civil e morte

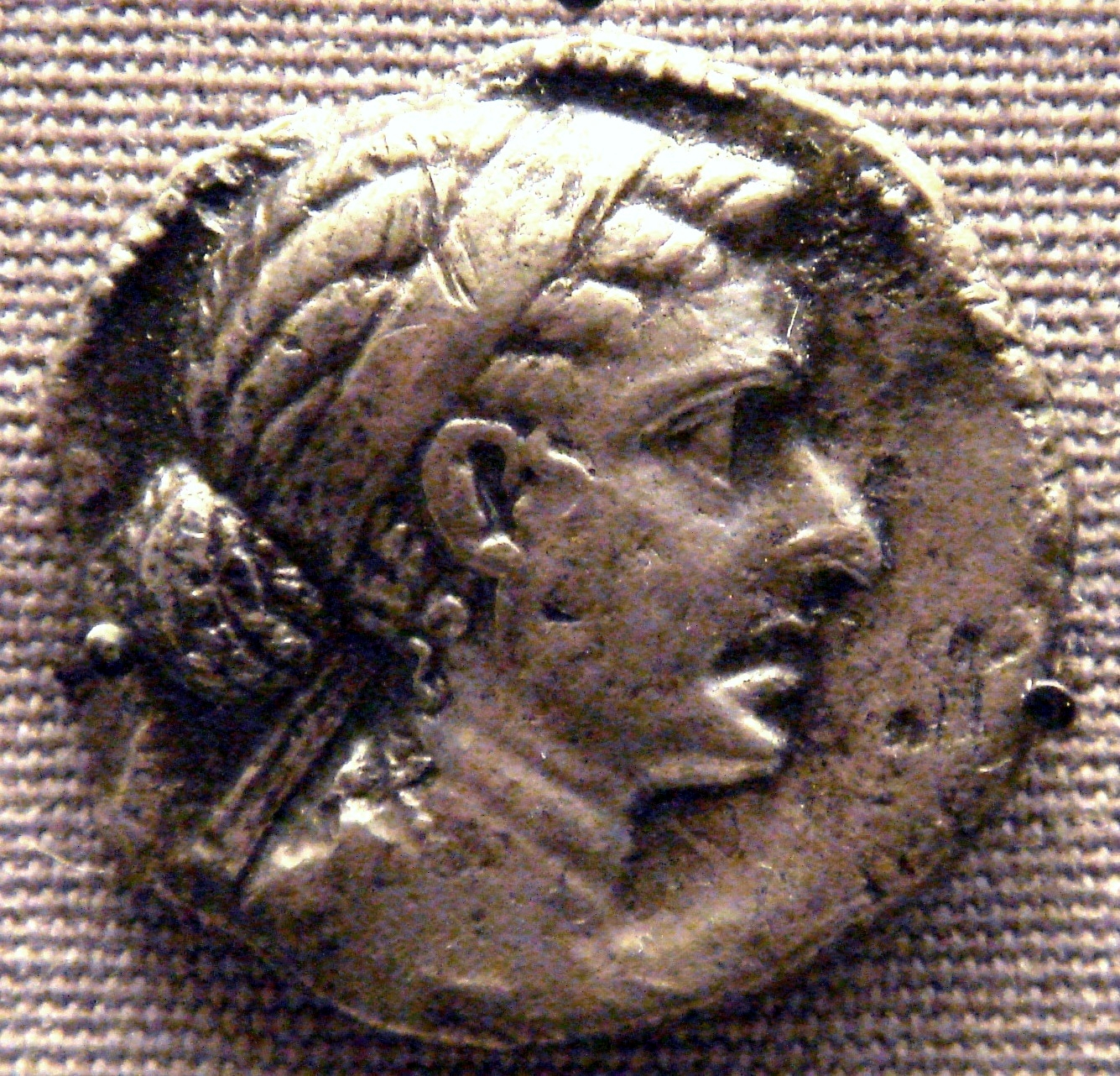
Tetradracma de Cleópatra r. emitido em Ascalão

Ao longo dos anos 50 a.C., Bíbulo continuou a atacar Pompeu no senado, culpando-o pela luta entre Públio Clódio Pulcro e Tito Ânio Papiano Milão em 56 a.C., num momento em que ele estava convencido que Bíbulo estava envolvido com os conspiradores que pretendiam matá-lo. Também votou contra uma proposta que permitiria que Pompeu partisse para o Egito ptolemaico em pessoa para restaurar Ptolomeu XII ao trono. No entanto, pelo fim dos anos 50 a.C., Pompeu foi cinicamente cooptado pelos optimates, que viam-o como um campeão capaz de derrubar César. Como senador consular, em 52 a.C., Bíbulo propôs resolução ilegal e inconstitucional, que o senado aprovou, permitindo Pompeu servir como cônsul único daquele ano para lidar com o colapso da ordem em Roma após a morte de Públio Clódio.
Como resultado duma lei aprovada por Pompeu durante seu consulado que prescrevia que indivíduos que tivessem servido como pretor ou cônsul não poderiam servir como governador durante cinco anos após o fim de seu mandato, Bíbulo foi nomeado procônsul da Síria em 51 a.C.. Ali, Bíbulo ofendeu o exército ao reivindicar a vitória conseguido pelo proquestor Caio Cássio Longino contra os partas em Antioquia, pelo que o senado garantiu-lhe uma ação de graças de 20 dias. Com a ameaça persa ainda presente, Bíbulo enviou seus dois filhos para o Egito em 50 a.C. para exigir o retorno dos soldados romanos que haviam assentado ali, mas foram mortos pelos últimos que recusaram-se a marchar. Quando Cleópatra enviou-lhe os assassinos para serem mortos, retornou-os dizendo que seria o senado a puni-los.

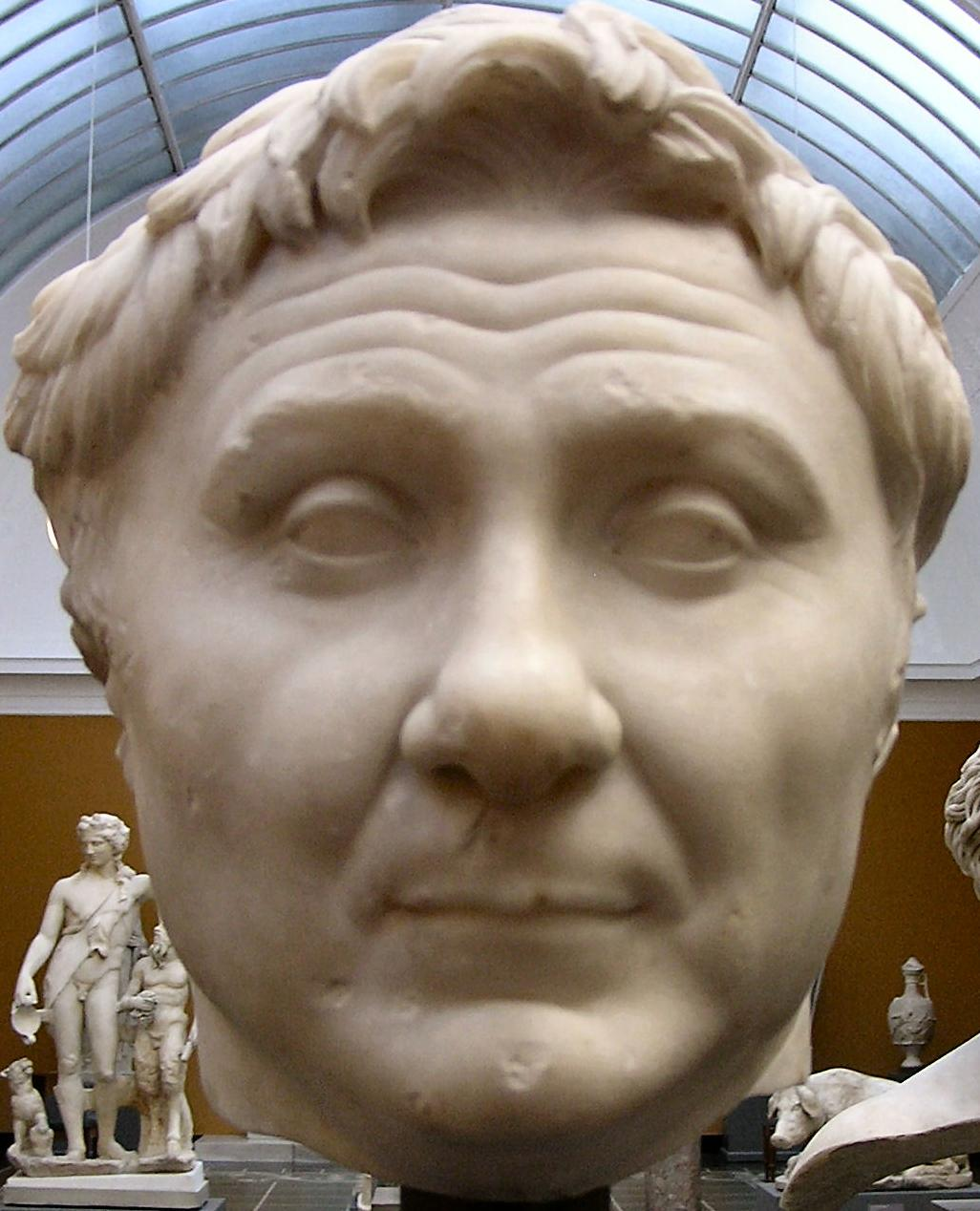
Busto de
Gliptoteca Ny Carlsberg, Copenhague

Com o fim de seu governo, retornou para o Ocidente em 49 a.C. com fama de ter administrado a província com zelo e integridade, e deparou-se com a eclosão da guerra civil entre César e Pompeu. Aliado com o último, foi colocado no comando da frota pompeiana no mar Adriático, para assegurar que o exército cesariano não poderia cruzar de Brundísio, na Itália, para o Epiro. Deixando sua guarda baixa devido a aproximação do inverno e por assumir que César não tentaria cruzar logo, Bíbulo foi pego de surpresa quando na noite de 6 de novembro de 49 a.C., César e sua frota cruzaram com sucesso o Adriático, aportando em Paleste (atual Palasa). Embora Bíbulo estivesse estacionado próximo da Córcira, aproximadas 50 milhas ao sul de Paleste, não havia enviado batedores e seus navios não estavam prontos para interceptar os transportes de César.
Quando finalmente ouviu sobre o ocorrido, ordenou que seus remadores retornassem para seus navios, e velejou para norte, esperando capturar os navios carregando os reforços de César de Brundísio. Novamente muito lento, conseguiu chegar lá para a viagem de retorno deles à Itália, capturando e queimando trinta dos transportes. Em seguida, manobrou para evitar que nenhum navio cruzasse para reforçar César, mas apenas conseguiu capturar um transporte, que tinha havia sido contratado por alguns particulares e havia se recusado a obedecer as ordens de Bíbulo. Enfurecido, ordenou a morte da tripulação inteira do navio.
Bíbulo então prosseguiu para bloquear todos os portos ao longo da costa, esperando evitar quaisquer outras travessias da Itália, e deixando César encalhado no Epiro. Apesar disso, percebeu que não poderia reabastecer seus navios sem abandonar o bloqueio, e então tentou enganar os legados de César em Órico para fazê-lo concordar com uma paz temporária de modo a permitir-lhe abastecer sua frota. Quando Bíbulo recusou-se a garantir a segurança dos embaixadores de César para discutir uma solução pacífica com Pompeu, César percebeu que era um blefe e interrompeu as negociações. Determinado a continuar com o bloqueio, Bíbulo esforçou-se em demasia; ele adoeceu no começo de 48 a.C. e morreu próximo da Córcira antes do fim do inverno, antes da batalha de Dirráquio.

## Família
Bíbulo nasceu no seio da gente plebeia dos Calpúrnios e provavelmente era aparentado com os Calpúrnios Pisões. Ele foi casado duas vezes. De sua primeira esposa de nome desconhecido teve três filhos: dois Calpúrnios Bíbulos, cujo prenome é desconhecido, que seriam mortos pelos soldados de Aulo Gabínio no Egito ptolemaico em 50 a.C., e o estadista Lúcio Calpúrnio Bíbulo. Sua segunda esposa foi Pórcia, filha de Catão, o Jovem, com quem casou-se entre 58 e 53 a.C.. Eles tiveram um filho de nome desconhecido que fez uma biografia de Marco Júnio Bruto, o segundo esposo de Pórcia após a morte de Bíbulo.